# مالكوم غرين
مالكوم غرين (بالإنجليزية: Malcolm Green)‏ هو طبال بريطاني، ولد في 25 يناير 1953.

## روابط خارجية
- مالكوم غرين على موقع ميوزك برينز (الإنجليزية)
- مالكوم غرين على موقع أول ميوزيك (الإنجليزية)
- مالكوم غرين على موقع ديسكوغز (الإنجليزية)